# Tabanus nigrostriatus
Tabanus nigrostriatus är en tvåvingeart som beskrevs av Ricardo 1908. Tabanus nigrostriatus ingår i släktet Tabanus och familjen bromsar. Inga underarter finns listade i Catalogue of Life.